# Aeroportos do Rio de Janeiro S.A.
A ARSA (Aeroportos do Rio de Janeiro S.A.) foi uma sociedade de economia mista brasileira, criada pela lei nº 5580 de 26 de maio de 1970 pelo Governo Emílio Médici.
Naquela época era a empresa responsável pela administração dos aeroportos dos Estados da Guanabara e Rio de Janeiro. Sua criação se deve a necessidade de retirar a responsabilidade de administração dos aeroportos sob responsabilidade do DAC / Ministério da Aeronáutica que ficaria responsável somente sobre a fiscalização de assuntos referentes à aviação civil.
Naquela época a ARSA começou a administrar os Aeroportos Santos-Dumont e Jacarepaguá e em conjunto com a CCPPAI (Comissão Coordenadora do Projeto Aeroporto Internacional) implementou o Aeroporto Internacional do Galeão inaugurado em 20 de janeiro de 1977.
Em 12 de dezembro de 1972 é criada pela lei nº 5862 a Empresa Brasileira de Infra Estrutura Aeroportuária - INFRAERO e a partir dessa data a ARSA passa a ser uma empresa subsidiária da INFRAERO.
Após o período militar, em 1986 o presidente José Sarney começou a restruturar as empresas estatais, motivo pelo qual começou o processo de incorporação da ARSA para a INFRAERO em 21 de novembro de 1986, data do decreto nº 93609 e efetivamente incorporada em 31 de Julho de 1987.

## Aeroportos administrados pela ARSA até1987

### Estado do Rio de Janeiro
- Campos dos Goytacazes - Aeroporto Bartolomeu Lysandro
- Rio de Janeiro
  - Aeroporto de Jacarepaguá
  - Aeroporto Santos Dumont
  - Aeroporto Internacional Antônio Carlos Jobim